# Wereldkampioenschap basketbal mannen 1963
In 1963 werd voor de vierde keer het wereldkampioenschap basketbal gehouden. Dertien landen die ingeschreven waren bij de FIBA, namen deel aan het toernooi dat gehouden werd in mei 1963 in het Ginásio do Maracanãzinho te Rio de Janeiro, Brazilië. Het gastland Brazilië werd de uiteindelijke winnaar van het toernooi.

## Eindklassering
| #      | Land             |
| ------ | ---------------- |
| Goud   | Brazilië         |
| Zilver | Joegoslavië      |
| Brons  | Sovjet-Unie      |
| 4      | Verenigde Staten |
| 5      | Frankrijk        |
| 6      | Puerto Rico      |
| 7      | Italië           |
| 8      | Argentinië       |
| 9      | Mexico           |
| 10     | Uruguay          |
| 11     | Canada           |
| 12     | Peru             |
| 13     | Japan            |

| WK basketbal 1963 winnaar |
| ------------------------- |
| Brazilië Tweede titel     |

## Individuele prijzen

### MVP (Meest Waardevolle Speler)
- Wlamir Marques

### All-Star Team
- Amaury Pasos
- Wlamir Marques
- Aleksandr Petrov
- Don Kojis
- Maxime Dorigo